# Kunilot
Kunilot är en ö nära Vandrock i Nagu,  Finland. Den ligger i Skärgårdshavet i Pargas stad i den ekonomiska regionen  Åboland i landskapet Egentliga Finland, i den sydvästra delen av landet. Ön ligger omkring 1 kilometer öster om Vandrock, 9 kilometer väster om Nagu kyrka, 38 kilometer sydväst om Åbo och omkring 180 kilometer väster om Helsingfors. Närmaste allmänna förbindelse är förbindelsebryggan vid Innamo som trafikeras av M/S Falkö.
Öns area är 1,6 hektar och dess största längd är 240 meter i sydöst-nordvästlig riktning.